# Motorama
Motorama – rosyjski zespół post-punkowy, który powstał w Rostowie nad Donem w 2005 roku. Grupa zyskała popularność nie tylko w Rosji, ale także za granicą.

## Historia
Wszyscy członkowie grupy pochodzą z Rostowa nad Donem. W teledyskach zespołu często pojawia się nawiązanie do współczesnego i radzieckiego Rostowa nad Donem, a także widoki lasów i rzek Obwodu rostowskiego. 
Wydanie pierwszej EP-ki „Horse” miało miejsce w 2008 roku. Rok później muzycy zaprezentowali kolejną EP-kę „Bear”. W roku 2010 został wydany pierwszy album studyjny „Alps”, po czym zespół wyruszył w trasę, grając koncerty w Niemczech, Belgii, Szwajcarii, Francji i Holandii. 
W 2012 roku francuskie wydawnictwo muzyczne „Talitres” zaproponowało zespołowi współpracę, w wyniku której został wydany album „Calendar” i w 2015 roku album „Poverty”.
W 2019 roku członkowie zespołu utworzyli swoje własne wydawnictwo muzyczne „I’m Home Records”.

## Styl muzyczny i wpływy
Wszystkie utwory zespołu Motorama są w języku angielskim. Wokal Władysława Parszyna jest często porównywany z głosem Iana Curtisa, frontmana brytyjskiego zespołu Joy Division.
W 2010 roku powstał side-projekt członków zespołu Motorama – zespół „Utro” (ros. Утро).
W 2012 roku Władysław Parszyn i Irina Parszyna utworzyli kolejny side-projekt „Leto v gorode” (ros. Лето в городе).

## Skład
- Władysław Parszyn – śpiew, gitara, gitara basowa
- Irina Parszyna – gitara basowa, gitara
- Michaił Nikulin – perkusja

## Dyskografia

### Albumy studyjne
- Alps (2010)
- Calendar (2012)
- Poverty (2015)
- Dialogues (2016)
- Many Nights (2018)
- Before The Road (2021)
- Sleep, and I Will Sing (2023)

### Minialbumy
- Horse (2008)
- Bear (2009)

### Single
- One Moment (2011)
- Eyes (2013)
- She Is There (2014)
- Holy Day (2016)
- The New Era (2020)
- Today & Everyday (2020)
- Pole Star (2021)